# Louis-Adolphe Bertillon
Louis-Adolphe Bertillon (París, 1r d'abril de 1821 - Neuilly-sur-Seine, 28 de febrer de 1883) va ser un professor, micòleg, estadístic, antropòleg francès.

## Vida
Va ingressar a la professió mèdica i la va practicar per molts anys. Després de l'Aixecament del 31 d'octubre de 1870, va ser nomenat inspector general d'institucions de beneficència. Va ser un dels fundadors de l'Escola d'antropologia de París, i va ser designat allà professor en 1876.
Amic de Jules Michelet, proper al moviment socialista, Louis-Adolphe Bertillon va començar la seva carrera de medicina abans del seu enfocament en l'ús de dades demogràfics per dur a terme estudis antropològics. Va estudiar les causes de la mortalitat, oferint una nomenclatura combinada en primer lloc, i va denunciar als crítics dels vaccins. La seva Démographie figurée de la France, de 1874, va ser un estudi d'estadística de la població de França. Va realitzar la primera conferència de demografia el 1875. El 1878 va presidir el Congrés Internacional de Demografia. Al moment de la seva mort (el 1883), també era director de l'Oficina d'Estadística de la ciutat de París.
A més, Bertillon també va treballar com a micòleg. Alguns fongs van ser descrits per ell per primera vegada. El Lactarius bertillonii porta el seu nom científic en el seu honor.
Va morir a Neuilly-sur-Seine el 28 de febrer de 1883.

## Família
Louis-Adolphe Bertillon era el pare de Jacques i Alphonse Bertillon.
Jacques Bertillon (1851-1922) era també un conegut metge que es va especialitzar en estadística i demografia. Es va fer càrrec de l'Oficina d'Estadística de París després de la mort del seu pare, fins al 1913. Va dissenyar la Classificació internacional de malalties (classificació de Bertillon), base de l'actual Classificació Estadística Internacional de Malalties i Problemes Relacionats amb la Salut de l'Organització Mundial de la Salut.
Alphonse Bertillon (1853-1914) va ser un policia que va desenvolupar el sistema antropomètric per a la identificació de persones (Bertillonage), i va ser durant molts anys director del servei de detecció de la policia francesa. Va ser conegut per ser testimoni de l'acusació en l'Afer Dreyfus el 1894 i novament el 1899, com a expert en cal·ligrafia.

## Publicacions
- Conclusions statistiques contre les détracteurs de la vaccine précédées d un essai sur la méthode statistique appliquée à l'étude de l'homme (Conclusions estadístiques contra detractors del vaccí precedides d'un assaig sobre el mètode estadístic aplicat a l'estudi de l'home), 1857
- Philosophie médicale à propos des idéalités de M. le Dr Pidoux ou Recherche des méthodes employées en médecine (Filosofia mèdica sobre els ideals del Dr. Pidoux o mètodes de recerca utilitzats en medicina), 1857
- Valeur philosophique de l'hypothèse du transformisme (Valor filosòfic de la hipòtesi del transformisme), 1871
- Démographie figurée de la France (Demografia figurativa de França), 1874
- Dictionnaire des sciences anthropologiques (Diccionari de Ciències Antropològiques)
- Les Mouvements de la population dans les divers États d'Europe et notamment en France (Moviments de la població en els diferents estats d'Europa i especialment a França), 1877